# Slitu
Slitu ist eine Ortschaft in der norwegischen Kommune Indre Østfold in der Provinz (Fylke) Østfold. Der Ort hat 811 Einwohner (Stand: 1. Januar 2024).

## Geografie
Slitu ist ein sogenannter Tettsted, also eine Ansiedlung, die für statistische Zwecke als eine städtische Siedlung gewertet wird. Slitu liegt etwa auf halber Strecke zwischen den beiden Städten Askim und Mysen, die beide ebenfalls in der Kommune Indre Østfold liegen.

## Geschichte
In der Nähe von Slitu wurden Münzen gefunden. Der Fund gilt als der größte Münzfund aus der Zeit der Völkerwanderung in Norwegen. Südlich des Orts befindet sich in Tenor eine mittelalterliche Kirchenruine.

## Verkehr
Der Ortskern liegt nördlich der Europastraße 18 (E18). Der Bahnhof von Slitu befindet sich etwas südlich der E18 und liegt an der östlichen Linie der Østfoldbanen, auch Indre Østfoldbanen genannt. Er wurde im Jahr 1882 eröffnet, als die Verbindung zwischen Ski und Sarpsborg fertiggestellt wurde. Der Abstand zum Bahnhof von Ski beträgt rund 35 Kilometer.

## Name
Slitu wurde um das Jahr 1400 als i Sletto erwähnt. Der Name leitet sich vom altnordischen Wort slétta (deutsch „Ebene“) ab. Die Vokalverschiebung von e zu i gilt als ungewöhnlich.